# بخش اوکالدونگا
بخش اوکالدونگا (به لاتین: Okhaldhunga District) یک بخش در نپال است که در استان شماره ۱ واقع شده‌است. بخش اوکالدونگا ۱٬۰۷۴ کیلومتر مربع مساحت و ۱۴۷٬۹۸۴ نفر جمعیت دارد.